# Acadèmia Equatoguineana de la Llengua Espanyola
L'Acadèmia Equatoguineana de la Llengua Espanyola és una institució equatoguineana que reuneix a un grup d'acadèmics i experts en l'ús de la llengua espanyola en aquest país. Actualment, no pertany a l'Associació d'Acadèmies de la Llengua Espanyola, però s'han iniciat els tràmits per al seu ingrés.

## Context
Espanya era la responsable administrativa de les colònies al golf de Guinea obtingudes en 1778 i integrades formalment en el Virregnat del Riu de la Plata (fundat en 1776). L'espanyol era la llengua oficial de la Guinea Espanyola, territori colonial que es va formar posteriorment, i després de la independència de Guinea Equatorial, la Constitució de 1968 va mantenir aquesta condició per a l'idioma. L'actual Constitució de 1991 en el seu articulat estableix i manté l'oficialitat del castellà.
Des de 2009, Guinea Equatorial participa en la Cimera Iberoamericana en condició d'estat associat pel seu vincle cultural i lingüístic amb els països d'Hispanoamèrica i s'espera que en sigui membre de ple dret amb el temps; de fet, Guinea Equatorial és membre de l'Organització d'Estats Iberoamericans des de 1979.

## Història

### Antecedents
En 2007, la Reial Acadèmia Espanyola convidà al XIII Congrés de l'Asociación de Academias de la Lengua Española dos intel·lectuals de Guinea Equatorial a manera d'un primer acostament amb la idea de nomenar-los corresponents de la RAE, Trinidad Morgades Besari, vicerectora de la Universitat Nacional de Guinea Equatorial (UNGE) i Julián Bibang Oyee, cap del Departament de Filologia Hispànica en la UNGE.
En juliol de 2009 la Reial Acadèmia Espanyola va incloure en el planter d'acadèmics, com a Acadèmics Corresponents a 5 membres de Guinea Equatorial. Els cinc acadèmics eren Julián Bibang Oyee; Trinidad Morgades Besari; Federico Edjoo Ovono, ambaixador equatoguineà a França; Agustín Nze Nfumu, ambaixador equatoguineà al Regne Unit, i l'artista Leandro Mbomio Nsue, plantejant-se aquest embrionari nucli d'Acadèmics Corresponents de la RAE a Guinea Equatorial, com els fonaments d'una futura Acadèmia Ecuatoguineana de la Llengua Espanyola.

### Fundació
El 29 d'abril de 2013, durant la Quarta reunió del Consell Interministerial del Govern ecuatoguineano, en la qual van participar el primer ministre del Govern, Vicente Ehate Tomi, el Segon Viceprimer Ministre, Alfonso Nsue Mokuy, i Agustín Nze Nfumu, per llavors titular d'Informació, Premsa i Ràdio, es va abordar i va aprovar l'avantprojecte de decret presidencial pel qual es creava l'Acadèmia Ecuatoguineana de la Llengua Espanyola.
L'establiment de la institució es va iniciar a l'octubre de 2013, mitjançant el Decret Presidencial número 163/2013, del 8 d'octubre, a proposta dels Acadèmics Corresponents Trinidad Morgades Besari, Julián Bibang Sent, Agustín Nze Nfumu i Federico Edjo Ovono (noti's que el cinquè Acadèmic Corresponent, Leandro Mbomio Nsue, va morir a la fi de 2012)). Finalment, el President de Guinea Equatorial, Teodoro Obiang, va aprovar a mitjan gener de 2014 el memoràndum de creació de l'Acadèmia Equatoguineana de la Llengua Espanyola, segons va anunciar a Espanya el director de la Reial Acadèmia Espanyola, José Manuel Blecua Perdices, qui també va anunciar que per primera vegada el Diccionari de la RAE contindria termes del castellà de Guinea Equatorial.
El 24 de gener de 2014, Agustín Nze Nfumu i Federico Edjo Ovono, van presentar Vicente Ehate Tomi el memoràndum aprovat per la Presidència de la República, que l'Executiu havia de materialitzar per a l'obertura de l'AEGLE. A l'abril d'aquest mateix any Teodoro Obiang va ser convidat a donar unes conferències sobre l'espanyol a Àfrica a l'Institut Cervantes de Brussel·les.
A partir d'aquest moment, la AEGLE va iniciar el procés de dotar-se d'una seu i mitjans per a l'inici efectiu de les activitats que li són pròpies, mantenint-se, per a això, en contacte i concertació amb la Reial Acadèmia Espanyola. En aquest sentit, es van iniciar els tràmits per a la seva admissió en l'Asociación de Academias de la Lengua Española (ASALE), de conformitat amb l'article 26 dels seus Estatuts aprovats en 2007. En abril de 2015 es va anunciar que s'esperava la incorporació de l'AEGLE a l'ASALE durant el VII Congrés Internacional de la Llengua Espanyola, a celebrar-se a Puerto Rico en 2016. El 24 de novembre de 2015, durant el XV Congrés de l'ASALE a Mèxic, L'Acadèmia Equatoguineana de la Llengua Espanyola va sol·licitar formalment ingressar en l'Associació.